# Tavda (řeka)
Tavda (rusky Тавда) je řeka ve Sverdlovské a v Ťumeňské oblasti v Rusku. Je 719 km dlouhá. Povodí má rozlohu 88 100 km².

## Průběh toku
Vzniká soutokem řek Lozva a Sosva, které pramení na východních svazích Severního Uralu. Teče v široké dolině přes Západosibiřskou rovinu. Její koryto je velmi členité. Ústí zleva do Tobolu (povodí Obu) na 116 říčním kilometru. Hlavním přítokem je Pelym zleva.

## Vodní režim
Zdroj vody je smíšený s převahou sněhového. Průměrný roční průtok vody ve vzdálenosti 237 km od ústí činí 462 m³/s, maximální 3 250 m³/s a minimální 11,4 m³/s. Zamrzá na začátku listopadu a rozmrzá na konci dubna.
Průměrné měsíční průtoky řeky ve stanici Nizhnyaya Tavda v letech 1967 až 1995:

## Využití
Horní tok řeky využívají nelmy ke kladení jiker. Řeka je splavná. Je na ní rovněž možná vodní doprava. Na řece leží město Tavda.